# Hôpital José Joaquín Aguirre
L'hôpital clinique de l'université du Chili José Joaquín Aguirre (en espagnol : Hospital clínico de la Universidad de Chile) est un hôpital chilien situé sur la commune d'Independencia, dans l'agglomération de Santiago. Il porte le nom d'un ancien recteur de l'université du Chili et se présente comme l'une des plus grandes institutions sanitaires du pays.
L'hôpital est accessible par la station Hospitales sur la ligne 3 du métro de Santiago.